# Ettore Ximenes
Ettore Ximenes (Palermo, 11 de abril de 1855 — Roma, 20 de dezembro de 1926) foi um escultor italiano.
Foi bastante célebre entre o fim do século XIX e início do século XX, reconhecido por suas obras com inspiração religiosa e mitológica. Participou de inúmeros concursos ao longo de sua vida e realizou diversas obras na Itália, Estados Unidos e Argentina. Uma de suas esculturas mais famosos foi o "Monumento à Independência", conjunto escultórico localizado no Parque da Independência, em São Paulo, no lugar histórico onde D. Pedro I teria proclamado a Independência do Brasil.

## Biografia e carreira
Ettore Ximenes iniciou sua carreira artística aos quatorze anos, quando passou a modelar junto de Nunzio Morello e desenhar ao lado de Pietro Volpes na Accademia di Belle Arti em Palermo. Em 1872, ao completar dezessete anos, mudou-se para o Istituto di Belle Arti di Napoli, em Nápoles, onde estudou pintura com Domenico Morelli e escultura com Stanislao Lista. Acredita-se que, ao migrar para esta cidade, Ximenes foi influenciado pelo ambiente artístico napolitano e as obras de Vicenzo Gemito. Após essa temporada em Nápoles, o artista voltou para Palermo a fim de participar de um concurso para pensionato artístico em Florença, no ano de 1874. Vencendo-o, ganhou uma bolsa para estudar em Florença, onde continuou seus estudos por dez anos sobre escultura e desenho. Durante essa fase, o artista procurou desenvolver sua personalidade, para tornar-se único. Sua obras, então, passaram a ser exibidas em salões europeus. Algumas delas são premiadas e, por isso, adquiridas pelo Estado italiano, como é o caso de “L’Equilibrio” (1878), “Achille ed Ettore” (1887), e “Rinascita” (1895).
Além de seus trabalhos como escultor, o artista se aventurou nessa época com desenhista para a revista Illustrazione Italiana, no qual trabalhou por cerca de vinte anos. Tal conquista foi intermediada por seu irmão, Edoardo Ximenes, o diretor e editor do periódico. Durante esses anos, entrou em contato com editores para enviar seus trabalhos artísticos, como o periódico florentino no Gazzeta d’Italia e o jornal humorístico II Bollente Achille. Para este último o artista realizou desenhos e litografias, sendo algumas delas caricaturas. Ele colabora, também, com outras publicações e ilustrações de livros.
Após a escolha da comissão examinadora da Accademia Raffaello Sanzio, em Urbino, Ximenes assume a cátedra de escultura e direção do local. Algumas relações cultivadas ao longo de seus dez anos vivendo na capital toscana são retomadas e usufruídas nessa época, como é o caso dos irmãos Emilio e Giuseppe Treves e o Ministro Zanardelli. Esse período é muito importante para a carreira do artista, pois ganha reconhecimento por suas obras e conquista prestígio social devido suas relações com pessoas influentes da época. Ainda em 1884, se muda para Urbino, onde reside por aproximadamente sete anos. Supõe-se que ele permaneceu na direção da Accademia Raffaello Sanzio por apenas um ano, mas seu nome continuou sendo divulgado já que ele atendeu várias encomendas importantes: busto do conde Federico Castracane Staccoli e seu filho, o conde Camillo Castracane Staccoli; busto de Antonio Stoppani; e busto do Arcebispo de Urbino. Por mais que esse tipo de escultura agrade os encomendantes influentes na época, isso não aconteceu com seus projetos de monumentos construídos para concursos públicos.
A primeira competição que Ximenes venceu foi em 1878, com o monumento ao político e escritor Francesco Domenico Guerrazzi. Contudo, o júri optou por premiar o terceiro colocado. Ainda na cidade de Livorno, o artista participou no ano seguinte de outro concurso, dessa vez com o Monumento a Vittorio Emanuele II, mas não obteve sucesso como no anterior. Porém, a derrota é bem aceita por Ximenes, já que seu monumento é confiado ao escultor famoso Augusto Rivalta. De acordo com o artista, a comissão avaliadora designou Rivalta a construir um monumento equestre, especialidade que até o momento Ettore não dominava. No ano de 1881 participou de outra disputa, na qual tentou divulgar e emplacar a imagem do Rei do Resorgimento, dessa vez em Florença. Só que mais uma vez sua obra em formato de cavalo não convenceu e Emilio Zocchi se tornou vencedor. E a dificuldade do artista em produzir monumentos equestres apareceu em outros dois momentos: um concurso em Roma e outro em Milão. Em ambos Ximenes não se qualificou nem mesmo entre os finalistas. No entanto, apesar de não conseguir esculpir o cavalo do rei pedido no concurso romano, foi escolhido posteriormente para construir uma das estátuas do complexo arquitetônico, onde a escultura de Vittorio Emmanuele II “O Vittoriano” está instalada. Enquanto isso, no concurso milanês, o escultor estava claramente em desvantagem, já que não conseguiu dominar o modelo de cavalo exigido na competição. Provavelmente esse foi um dos motivos que o fizeram perder o prêmio para o artista Ecole Rosa.

Autógrafo de Ettore Ximenes

Apesar das inúmeras derrotas, Ximenes não desistiu e percorreu a Itália a procura de outros concursos para conquistar a tão esperada vitória. Vai de Milão a Trento para concorrer a um monumento de Dante. Nessa competição ele perdeu novamente e acusou a comissão julgadora de favorecer outro escultor para justificar o seu fracasso, da mesma maneira que fez no concurso em Livorno, em 1879. Não se sabe bem o porquê, mas a comissão pediu uma segunda avaliação aos três primeiros colocados. Os artistas tiveram que reapresentar seus esboços com as mudanças exigidas e só assim, após um novo julgamento, Ximenes foi escolhido como vencedor. O escultor, ao longo da década de 1880, teria participado ainda de muitos outros concursos, e maioria não obteve sucesso. Contudo, devido a falta de documentos, pouco se sabe sobre esse período de sua vida.
Um fato importante sobre sua trajetória competindo está relacionado aos concursos de Palermo e Roma. Ainda que não tenha vencido nenhum dos dois, os esboços que realizou serviu de ponto de partida para um monumento que executou em Pesaro, uma cidade italiana da província de Urbino. Como pode ser visto no projeto do “Monumento a Giuseppe Garibaldi” desenvolvido para a cidade de Palatino, o general esboçado vai parar em Pesado sob encomenda de políticos Das Marcas. Ximenes trabalhou nessa obra de 1887 a 1981 e modelou uma figura humilde. Já no monumento de milanês, o artista levou quatro anos (1891 - 1895) para desenvolver um Garibaldi com os trajes consagrados de montaria, ladeado de suas alegorias, a revolução e a liberdade. Esse ficaria conhecido por seu primeiro monumento equestre.
Em meados de 1893, Ximenes decidiu se fixar em Roma. Nessa época viajou bastante para atender as diversas encomendas, como bustos e monumentos. Um exemplo de obra construída durante esse período foi para o escritor e ministro da instrução pública italiana, Niccoló Tommaseo. Tal feito foi erguido na cidade natal do autor, Seberico, porém não existem mais resquícios da peça já que foi destruída. Em 1896 Ximenes seguiu para Buenos Aires, onde se inscreveu no concurso do Mausoléu a Manuel Belgrano, um general que lutou nas guerras de independência argentina. Mais uma vez o artista tinha como intenção ter encomendas e internacionalizar sua carreira. Portanto, montou um estúdio de arte na cidade, passou a produzir obras e realizou uma exposição para ganhar visibilidade no mercado artístico argentino. Sua fama e sua condição de estrangeiro provocou atritos com os artistas locais, que acusaram as elites de ter preferência por personalidades de fora. E isso se confirmou no concurso, já que Ximenes foi o vencedor. A escolha do escultor palermitano foi claramente estratégica, pois sua notoriedade atrairia olhares do mundo todo para o monumento, garantindo o sucesso da nação e da memória do general Belgrano. A escultura foi inaugurada em 1903, no 83º aniversário de morte do homenageado, na Basílica de Nuestra Señora del Rosario. No mesmo dia os restos mortais foram transladados para o novo mausoléu.
O sucesso do monumento foi tão grande que Ettore Ximenes foi reconhecidos pelos argentinos. Sua carreira internacional, fora do território europeu, viria a ganhar força após esse concurso. O artista chegou a visitar a Argentina outras vezes, e uma delas para entregar ao governo uma escultura em mármore Carrara, chamada “A República Argentina”. No século XX, foi feito uma réplica dessa obra, também em mármore, para o Instituto Bancario Italiano (IBI). Durante essas viagens também realizou um mausoléu em 1898 para Francisco Javier Muñiz, um médico que se destacou por investigações científicas nas áreas epistemológicas, zoológicas e paleontológicas; e um monumento para Eduardo Costa, um político argentino que exerceu o cargo de Ministro da Justiça e Instrução Pública. Ambas as obras foram erigidos na capital argentina.
Após o sucesso feito no país sul-americano, o renomado escultor retornou para Roma em meados de 1904. Ele continuou atendendo encomendas de bustos de personalidades da sociedade italiana e produzindo outros monumentos. Dentre os que merecem destaque são: “Monumento ao Major Pietro Toselli”, em Peveragno; “Quadriga”, edificada para comemorar a Corte di Cassazione, localizado no Palácio de Justiça de Roma; e o grupo escultório “II Diritto”. O enorme triunfo do artista ao longo do final do século XIX renderam-lhe diversas solicitações de trabalho, particulares e públicas. Talvez por necessidade ou por conveniência social, Ximenes voltou a morar em Roma. Lá, reside por alguns anos na Via di San Nicola da Tolentino e vai para Villino em 1902, um palacete construído a partir de seus projetos pelos arquitetos L. Patema Baldizzi e Ernesto Basile na Piazza Galleno. A decoração do edifício trazia referências ao artista por meio de baixos relevos e esculturas relacionados à artes. Ximenes projetou esse local com um atelier de tamanho apropriado para construir seus monumentos e o equipou com todos os instrumentos necessários para a execução de grandes esculturas. Por mais que atualmente Ettore Ximenes seja pouco lembrado, o Villino é considerado por críticos e historiadores como o exemplos mais antigo e um dos mais importantes desse modelo de arquitetura em Roma. Uma curiosidade sobre esse local foi que ele se transformou num ambiente de encontro de artistas até a morte de Ximenes. Era um hábito dos artistas europeus se encontrarem para conversar sobre seus trabalhos e convidar políticos, pessoas da sociedade e intelectuais.
Entretanto, em virtude de sua ascensão no início do século XX e sua capacidade em atender adequadamente as  encomendas, o artista não ficou parado em sua nova casa. Essa nova fase rendeu diversas encomendas e a preferência por concurso dentro e fora da Europa. Em 1908 vai para Nova York, onde concebe o monumento a Giovanni da Verrazzano, um dos primeiros navegantes a explorar a costa Norte Americana. A construção dessa obra garante vários benefícios aos envolvidos. Primeiramente elevou o nome do homenageado e do escultor que, celebrado junto das autoridade estadunidenses e italianas, tem seu nome divulgado e reputação consolidada na América. Além disso, o monumento promoveu a amizade entre os países e simbolizou o prestígio e poder da colônia italiana em Nova York. O dia da inauguração foi tão memorável que difundiu Ettore Ximenes entre o círculo social norte-americano, que passou a encomendar algumas obras, como o monumento a Dante Alighieri e a estátua de William Howard Taft. Após o período nos Estados Unidos, o artista vai para a cidade de Kiev em 1912, onde realiza do monumento do Czar Alexandre II. Não existem muitas informações sobre sua ida à Rússia em virtude da destruição de muitas obras durante o período soviético.

### Ettore Ximenes no Brasil

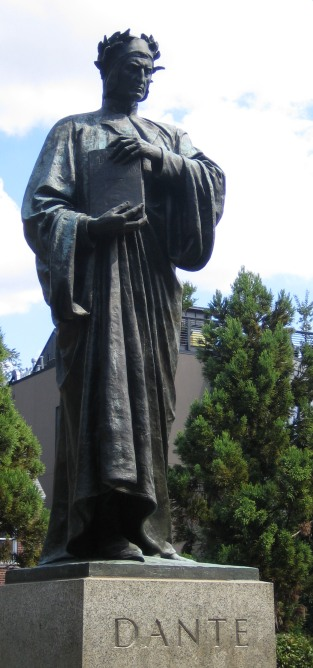
Estátua de Dante Alighieri feita por Ximenes em Washington.

Depois de trabalhar na Itália, Estados Unidos e Rússia, Ximenes desembarca no Brasil em 1919 para realizar o Monumento à Independência. Ele permanece no país até 1926, onde esculpe diversas obras em homenagem a personagens da elite brasileira. Destaque para a escultura do arquiteto Francisco de Paula Ramos de Azevedo e do presidente da província de São Paulo, o Dr. Altino Arantes. Além disso, fez outros monumentos como o do intelectual Ruy Barbosa, erguido na Praça Carlos Gomes em Campinas; e o mausoléu do presidente do estados de Minas Gerais, Raul Soares de Moura, em Belo Horizonte; e Monumento à Amizade Sírio-Libanesa, uma homenagem da colônia síria ao centenário da independência.
Contudo, apesar de todas as obras construídas, sua estadia no Brasil não agradou a todos. O artista se envolveu em diversos conflitos com colegas e especialistas e, parte dessa antipatia pode ter sido provocada por suas atitudes. Escritores como Mário de Andrade e Monteiro Lobato, e escultores como Luigi Brizzolara e Roberto Etzel atacaram diretamente Ximenes. Obviamente, as investidas desses artistas respondem a posições ideológicas e políticas particulares, mas também tem relação com as escolhas de Ettore na realização do Monumento à Independência. Devido a importância do artista palermitano nessa época, algumas de suas ações aparentemente trivial viraram notícia na imprensa local. Durante o período que esteve no Brasil, ele alcançou a glória na capital paulista graças ao monumento construído, sendo assunto em diversos periódicos e, também, se envolvendo em várias polêmicas.
Durante o período que esteve no Brasil, o fascismo ascendia na Itália e tudo que o Ximenes havia conquistado no país se perdia, já que a direção artística defendida pelo líder era diferente dos valores consolidados pelos artistas precedentes. Enquanto isso, Ximenes trabalhava no Monumento à Independência que só foi concluído em 1923 devido a alguns percalços e mudanças no projeto. Assim que a obra foi entregue à São Paulo, ele permaneceu por mais alguns anos junto de sua esposa e participou de vários eventos organizados pela elite paulistana. No ano seguinte, retornou à Itália para executar a obra Marcha sobre Roma. Sua intenção era retornar ao Brasil, pois foi contratado para construir o Monumento à República no Rio de Janeiro. Entretanto, os planos foram interrompidos já que o artista faleceu dia 30 de dezembro de 1926.

## O Monumento à Independência
Em homenagem a Proclamação da Independência, desejava-se construir um monumento escultórico. Esse antigo projeto deveria ser erguido no Ipiranga, mais precisamente onde D. Pedro I decretou a independência do país, tornando São Paulo o berço da nação emancipada. A ideia nasceu ainda no Império, no século XIX, mas levou muitos anos para sair do papel devido a indefinições, tensões e a desarmonia entre os membros da elite paulistana e os órgão responsáveis pela construção do monumento. Após uma longa demora, o centenário da data em 1922 se mostrou o momento ideal para a concretização do projeto. Era muito importante que fosse construído no local exato em que ocorrera o grito e os dirigentes paulistas estavam empenhados em fazer a ideia ganhar forma. Contudo, o estopim da Primeira Guerra Mundial, em 1914, impactou diretamente na realização dos preparativos, diminuindo consideravelmente o entusiasmo dos paulistas. As propostas para a ereção do monumento só voltaram a ganhar força em 1917, quando a guerra se encaminhava para o final.

### O concurso
O edital do concurso para o “Monumento Comemorativo da Independência do Brasil” foi divulgado no jornal O Estado de São Paulo em setembro de 1917, e tinha caráter internacional, demonstrando que as elites paulistas estavam dispostas a expandir o alcance das propostas centenário para outros países. A participação de artistas estrangeiros faria a obra e a cidade mais conhecida mundialmente. O edital foi traduzido em quatro línguas e enviado para os consulados brasileiros de Buenos Aires, Nova York, Lisboa, Roma e Paris, para ser futuramente publicado em seus respectivos periódicos. Houve um grande investimento monetário do governo para garantir que artistas estrangeiros estivessem na competição. Além do projeto escultóricos, previa-se também uma reforma urbana para realçar o monumento e facilitar seu acesso. A data estipulada para que os artistas entregassem seus projetos, plantas, maquetes e orçamentos era sete de setembro de 1918, mas foi estendido até dezembro de 1919 devido os conflitos bélicos na Europa, permitindo assim que mais pessoas participassem.
O edital não indicava qual seria o tipo de obra a ser feito, ficando a critério dos artistas definir o estilo. No entanto, era imprescindível que o monumento traduzisse a verdade do grande acontecimento e fosse equivalente à altura das personagens que participaram. Ou seja, os escultores deveriam fazer referência aos eventos e as pessoas presentes da história da emancipação. Para ter onde se basear, foi indicado a leitura de livros e documentos históricos, já que a obra tinha a pretensão de ter um caráter didático. No edital havia, também, uma descrição detalhada do ambiente em que o momento ficaria. O projeto precisava atentar-se a todos esse elementos para que o resultado final fosse grandioso e harmonizasse com o ambiente. Por fim, informava os materiais que deveriam ser usados, o orçamento disponível, o valor do prêmio e a composição do júri.
Em abril de 1919, chegou as primeiras caixas contendo maquetes dos projetos vindos da Itália. Era evidente que isso alegrou muito as elites paulistas, uma vez que a participação estrangeira era um fator de peso. Contudo, surgiram diversas polêmicas em volta do concurso, sobretudo pelos frequentes adiamentos da data oficial. Em primeiro lugar, os artistas brasileiros estavam extremamente descontentes com a presença de estrangeiros na competição, pois alegavam que o monumento era nacional e deveria ser realizado por alguém nativo. Além disso, rondava uma teoria entre os paulistas de que a maquete vencedora já havia sido escolhida, causando ainda mais revoltas. Por último, os diversos adiamentos da data oficial da competição permitiu que a comissão julgadora visse e formulasse sua opinião sobre os projetos já disponíveis, não sendo justo com os outros participantes.
Finalmente foi apresentado à Comissão Julgadora 27 projetos, sendo apenas seis provenientes do Brasil e 21 de artistas estrangeiros. Apesar das exigências do edital, diversos escultores não seguiram as regras, pois alguns não apresentaram maquetes e outros não entregaram o orçamento. Diante de tantos trabalhos, tiveram alguns que se destacaram e foram indicados como possíveis finalistas, entre eles estava Ettore Ximenes. O escultor italiano já era considerado um grande concorrente antes mesmo da exposição pública das maquetes, e sua carreira foi constantemente destacada pelos jornais brasileiros logo que desembarcou.
Para a construção do monumento, o artista propôs um grandioso alto relevo, onde seria “cristalizado” o episódio do grito da independência. Seria adicionado, também, quatro estátuas para simbolizar “o pensamento e ação”: Diogo Feijó, Ledo Gonçalves, Tiradentes e José Bonifácio. Por fim, dos conjuntos escultóricos laterais representam o “Jugo e a Escravidão” e a “Liberdade”. No cume haveria um grupo constituído por um “colossal plinto retangular”, cujos lados seriam decorados com altos relevos. No carro central, uma figura majestosa estaria bem no centro para representar a independência, empunhando com a mão direita o pendão da liberdade, e com na esquerda haveria uma espada embainhada, significando o fato consumado. Junto, estaria um atleta, um trabalhador, a Felicidade, a Agricultura e o Amor, pois esses elementos unem as raças e criam o progresso da nação. Além deles, haveria também a Artes, um “Indígena operoso”, a Música, a Poesia, o Pensamento, a História e a Ciência. Na base do relevo principal, uma grande escadaria seria colocada, e nela estaria o altar da Pátria. Em resumo, a obra estava repleta de alegorias que representavam os valores conquistados com a Independência, representados por alusões clássicas que associam o Brasil às tradições européias. Os demais grupos escultóricos e estátuas tem a função de exaltar o país, destacando eventos e personagens importantes que precederam e sucederam o evento. Na praça em que o monumento estaria situado, haveria duas fontes para representar o Rio Amazonas e Paraná. Por fim, haveria figuras que recordariam os fatos mais importantes da independência e personagens lendários.
Por mais que o projeto de Ximenes agradasse os jurados e muitas pessoas, recebeu muitas críticas de outros artistas e jornalistas. Num geral, a obra foi acusada de não ter a personalidade do escultor, descumprir alguns requisitos do edital, além de abusar do uso símbolos e alegorias, deixado de expressar o âmago do acontecimento histórico. Ou seja, para muitos, ele não soube mostrar a importância da independência brasileira. Apesar de tanta desaprovação, Ximenes continuou na disputa e com altas chances de vencer. Sua longa experiência em concursos forneceu-lhe estratégias para obter prestígio na competição, por isso não estava muito preocupado em seguir suas intuições.
O público teve uma partição muito importante na competição. Diversos participantes utilizaram de estratégias para evidenciar seus trabalho e conquistar o apoio da população. Alguns optaram por se aproximar dos meios de comunicação, já outros exaltavam suas obras, conquistas e prêmios conquistados, como foi o caso de Ximenes, que resolveu impressionar o público com a execução do grande alto-relevo. Inclusive, o alto-relevo foi muito debatido pelos eleitores. Alguns escolheram a obra do escultor italiano justamente por causa dessa parte, já outros criticavam por ser uma “cópia” da obra “Independência ou Morte” de Pedro Américo. Outro aspecto criticado foi a dimensão do projeto. Muitas pessoas alegaram que os visitantes só se impressionaram com o friso devido seu tamanho. A participação popular era ainda mais estimulada pelos periódicos da época, que faziam votações para descobrir quais artistas eram preteridos do público. Apesar de haver enormes discrepâncias de resultados, Ximenes estavam sempre entre os cinco primeiros.

### Ximenes como vencedor
Após muita demora, a comissão julgadoras chegou a um veredito: Ettore Ximenes foi escolhido com o vencedor do concurso. Mesmo com todas as críticas que o escultor recebeu, a comissão Julgadora esteve alheia a todas as afrontas que tentaram ridicularizá-lo. Para o juri, a obra clássica, dentre outras qualidades, tinha o mérito de ter sido projetada por um dos principais artistas italianos do início do século XX. Autor de trabalhos em várias cidades do mundo, Ximenes demonstrava ser uma escolha certeira para quem imaginava São Paulo entre as cidades mais importantes. Contudo, logo que o vencedor foi anunciado, numerosas críticas e acusações foram disseminadas contra o projeto e o escultor. Monteiro Lobato foi um dos principais críticos a escolha de Ximenes. No mesmo dia que o vencedor foi anunciado, o jornal O Estado de São Paulo divulgou um artigo de Lobato intitulado “Royal Flush Arquitetônico”, em que teceu ácidos comentários ao escultor. Segundo ele, o artistas já sabia que seria campeão, umas vez que havia subornado o júri executando bustos de bronze de personalidades da elite paulista e trazendo cartas de “padrinhos italianos”. Além dessa acusação, alguns jornais afirmaram que o governo fez um contrato antecipado com o escultor, tornando o concurso uma farsa. Enquanto outros alegavam que a escolha de Ximenes havia sido feita muito tempo antes. O escultor respondeu algumas das acusações de modo evasivo durante entrevistas que concedeu. Ele também evidenciou a importância e características de sua obra e enalteceu sua vitória. Além disso, procurou conquistar os leitores elogiando o povo brasileiro e agradecendo a forma acolhedora que foi recebido.
Diante de tantas críticas que Ximenes recebeu ao longo do concurso e após vencê-lo, a pergunta que resta é: por que ele foi escolhido pela Comissão Julgadora? Percorrendo a trajetória do artista esse questionamento pode ser elucidado. Seu prestígio e reconhecimento no meio artístico internacional na época é um dos principais motivos. A organização da competição se esforçou muito para que artistas de grande notoriedade participasse. Portanto, optar por um escultor com a fama de Ximenes poderia garantir a repercussão internacional do Monumento à Independência. Além disso, o modelo de escultura italiana estava muito em voga entre o final do século XIX e começo do XX. Unindo esse fato ao processo de imigração da época, os artistas italianos conquistaram um relacionamento privilegiado com vários países da América. Não por acaso, boa parte dos competidores do concurso brasileiro eram provenientes da Itália. Ou seja, escolher alguém como Ettore Ximenes era uma forma de agregar valor da tradição artística e técnica italiana ao monumento, considerando ainda sua sólida carreira profissional em diversos países e tinha obras em duas das principais cidades americanas, Nova York e Buenos Aires. Fora isso, colecionada diversos cargos acadêmicos e consultivos em sua nação de origem. Vale salientar, também, que o artistas estava em destaque durante a realização do concurso, já que alguns dias antes de abrir a exposição das maquetes inaugurou-se uma de suas obras em Parma. Por fim, a grande presença de imigrantes italianos em São Paulos permitiu que o escultor estabelecesse fortes vínculos, sobretudo com personalidades importantes do período.
Diante de suas qualidades artísticas, influência e consolidação na carreira, a escolha por Ximenes era quase óbvia. Além disso, a maquete apresentada pelo artista era clássica, complexa e de grande prestígio, permitindo agregar o valor dos preceitos da Academia ao monumento. Sem contar que o enorme relevo fazia referência a um quadro consagrado no imaginário do brasileiro. Isso, provavelmente, era o que a Comissão Julgadora procurava. Sem falar em sua fama internacional, uma clara estratégia de divulgação da obra brasileira para outros locais do mundo. E de fato isso aconteceu. Logo após o anúncio do vencedor, diversos períodos veicularam a novidade. Isso mostra que todas as polêmicas, denúncias e críticas envolta do projeto não abalaram a decisão do júri. A maquete de Ximenes era sedutora e renderia muitos frutos ao país. Quanto ao escultor, era igualmente interessante vencer um concurso numa das cidades mais ricas da América. Seria a apoteose de sua trajetória profissional. Portanto, se emprenhou e utilizou todo seu conhecimento técnico para atingir o objetivo. Além disso, aproveitou a vitória para trazer suas esposa para o Brasil e criou uma fundição na região do Ipiranga para iniciar a execução das peças.
Após a divulgação do vencedor, a Secretaria do Interior do Estado de São Paulo fechou o contrato com o escultor em 23 de junho de 1920. A data limite da entrega do monumento era 7 de setembro de 1922. Ademais, ficava sob responsabilidade dele dar forma a obra seguindo as regras pré-estabelecidas. Fora os preparativos para a construção do monumento, toda a região do Ipiranga entrou em período de obras. A intenção era fazer uma avenida que ligasse a colina do Ipiranga à Avenida do Estado, instalar uma praça para que futuramente tivesse um monumento em homenagem à República e, por fim, fazer a conexão com outras vias de ligação. Em relação a obra de Ximenes, alguns membros do júri e o prefeito propuseram mudanças a maquete, visando dar mais destaque a D. Pedro no ato da proclamação, mas nada foi feito pelo escultor. Apesar de algumas alterações em relação a eventos históricos ter ocorrido, o artista recusou muitas das sugestões recebidas. Ao mesmo tempo, o Museu do Ipiranga (ou Museu Paulista) também estava sendo preparado para as festividades do centenário. Toda a região do grito da Independência deveria estar perfeita para a comemoração em 1922.

### As complicações após o anúncio do vencedor
Faltando pouco mais de seis meses para a grande data, Ximenes solicitou aumento de verba para a construção do monumento, alegando que os materiais havia aumentado de preço na Itália. Nessa petição, informou também que se não obtivesse o aumento, seria obrigado a suspender seu trabalho. O pedido tão perto da inauguração e com as obras já em andamento desagradou muitas pessoas, e trouxe a tona todas as críticas sofridas na época do concurso. Ximenes tentou se defender das acusações e sensibilizar a opinião pública, mostrando todo seu esforço para cumprir o acordo e finalizar o projeto. Diante dessa complicada situação, a pergunta que os brasileiros se faziam era se o monumento estaria pronto até o dia do centenário. O escultor garantiu que sim, e estava dispondo toda sua energia para mostrar que não estava tirando vantagens do dinheiro pedido, mas apenas inteirando seus gastos. Contudo, isso não aconteceu. Chegado dia 7 de setembro de 1922, o monumento e as “obras acessórias” as ele não estavam prontas. Não se sabe exatamente os motivos que culminaram no atraso, pois pouco foi abordado na imprensa e na documentação oficial sobre essa situação. Porém, acredita-se que o atraso ocorreu devido “problemas técnicos”. O monumento inacabado afetava diretamente as festividades do centenário, por isso, decidiram inaugurá-lo da maneira que estava. Como consequência, a obra perdeu todo o destaque no dia da comemoração, atrapalhando a comemoração tão aguardada pelos paulistas.
Um mês após o centenário, os jornais da época noticiaram que o pedido de mais verba do escultor foi negado por Washington Luíz, Presidente do Estado de São Paulo. O Secretário do Estado dos Negócios da Agricultura, Comércio e Obras Públicas, Heitor Penteado, afirmou que a quantia requerida era muito alta, mesmo com o aumento dos preços dos materiais, além disso, já estava determinado na lei que autorizava a construção da obra a proibição de acréscimo de dinheiro. Nos próximos meses, depois de tantos acontecimentos, o monumento começou a cair no esquecimento. Sabe-se que a construção continuou, pois há registros de pagamentos feitos pela Secretaria da Agricultura e da chegada de materiais vindos da Itália. Pouco antes da inauguração, Ximenes tentou melhorar sua imagem diante do brasileiro, enaltecendo sua obra e apelando para o lado sentimental. Não fez qualquer referência às polêmicas que cercavam seu trabalho. Sua única intenção era conquistar o público novamente. Porém, não adiantava mais.

### A entrega silenciosa da obra
A entrega oficial da obra ocorreu de maneira silenciosa, em 7 de setembro de 1923, através de uma pequena nota no jornal Correio Paulistano. Era evidente que o atraso na entrega do monumento influenciou na forma como foi recebido pelos paulistas. Tal silêncio, provavelmente, repercutiu na incorreta datação da inauguração. Na biografia brasileira está registrado que a obra foi concluída em 1926 quando, na verdade, já estava pronta três anos antes.
Com o passar dos meses, o monumento e as questões que o cercavam foram esquecidas. Segundo notas na imprensa, Ximenes permaneceu por mais um tempo no Brasil e, sempre que havia oportunidade, participava com sua esposa de eventos da sociedade paulista e destacava alguns de seus trabalhos. Em setembro de 1925, o atual Presidente do Estado de São Paulo, Carlos de Campos, promulgou uma lei que autorizou o pagamento de um crédito de 1.500 contos de réis para o escultor como forma de gratificação pela conclusão do Monumento à Independência. Esse dinheiro funcionaria como uma “compensação” pelos prejuízos sofridos durante a construção da obra, uma vez que o aumento de verba foi negado e ele precisou usar sua fortuna particular para continuar seu trabalho. De certa forma, Ximenes conseguiu parte do dinheiro solicitado em 1922.
Desde 1952, o monumento funciona como uma cripta, ou seja, guarda os restos mortais dos monarcas responsáveis pelo grito da independência. A imperatriz Leopoldina está enterrada lá desde a construção do local, o imperador Dom Pedro I desde 1972 e de D. Amélia, segunda mulher do imperador, desde 1984. Dom Pedro I e D. Amélia foram transportados do Panteão dos Braganças, em Lisboa, enquanto D. Leopoldina do Convento de Santo Antônio, no Rio de Janeiro.

## Restauração do Monumento à Independência
Com quase 100 anos de construção, o Monumento à Independência começou a mostrar sinais de deterioração. Em 2016, após dois anos de estudo, o Departamento do Patrimônio Histórico (DPH) do município, órgão da Secretaria Municipal de Cultura, deu início ao projeto de restauro, ficando pronto dois meses depois. O trabalho ficou sob a responsabilidade do especialista francês Antoine Amarger — encarregado da conservação de obras do Museu Rodin em Paris — em parceria com a empresa KSA Fundição Artística. A primeira fase da restauração focou em recuperar o conjunto escultórico de bronze na parte frontal do monumento, o alto relevo em homenagem ao quadro de Pedro Américo. O estudo feito pelo DPH também analisou as condições das demais obras que compõem o conjunto e a parte estrutural. Foi destinado R$ 1.098.709,23 para o trabalho de restauração, dinheiro vindo do Funcap, um fundo municipal destinado à proteção do patrimônio cultural e ambiental da cidade.
“A recente restauração procurou preservar seu caráter histórico, dando ênfase às qualidades plásticas das esculturas e assegurando uma reestruturação metálica e de ancoragem que promovam uma maior longevidade a todo o conjunto em metal e suas intersecções com a alvenaria e cantaria do monumento”, afirmou em nota a Secretaria Municipal de Cultura. “A comunidade participou ativamente do processo por meio de debates e visitas técnicas de universidades, museus e grupos independentes, com apoio do Museu Paulista. Também participaram sete grafiteiros, alguns deles da comunidade local, que realizaram intervenções artísticas no tapume de proteção.” 